# Константин Контомит
Константин Контомит (греч. Κωνσταντῖνος ὁ Κοντομύτης) — византийский военачальник середины IX века.
В качестве наместника (стратига) Фракисийской фемы Константин Контомит нанёс жестокое поражение критским сарацинам в 841 году, когда те атаковали богатую монастырскую общину на горе Латрос. Незадолго до или вскоре после этих событий дочь Константина вышла замуж за магистра Варду, который был племянником императрицы Феодоры по материнской линии и константинопольского патриарха Иоанна VII Грамматика по отцовской линии. Позже Варда принял фамилию своего тестя.
В 859 году император Михаил III (ок. 842—867) отправил Константина Контомита на Сицилию во главе флота из 300 кораблей, чтобы противостоять арабам на острове. Византийская армия потерпела крупное поражение от арабов под предводительством Аббаса ибн Фазла и поэтому была вынуждена вернуться на свои корабли.
Основываясь на сходстве согласных в именах, бельгийский византинист Анри Грегуар предполагал, что Константин Контомит мог фигурировать в арабских источниках как «Ибн Катуна», который возглавлял армию Византии во время осады Дамьетты в 853 году. В качестве другого варианта он называл полководца Сергия Никециата, но он, вероятно, к моменту нападения был уже десять лет как мёртв.